# Lufthansa CityLine
Lufthansa CityLine GmbH es una aerolínea con sede central en Múnich, Alemania. Es una aerolínea regional filial de Lufthansa y miembro de la red de Lufthansa Regional. Se trata de la aerolínea regional más grande de Europa. Su base principal es el aeropuerto de  Múnich, con un hub en el aeropuerto de Fráncfort del Meno.
Desde octubre de 2015, Lufthansa CityLine ha operado vuelos de larga distancia usando aviones Airbus A340-300 de su matriz Lufthansa.

## Historia
La aerolínea se fundó como Ostfriesische Lufttaxi (OLT) en 1958 y cambió su nombre por el de Ostfriesische Lufttransport (OLT) en 1970 (que todavía existe a día de hoy como aerolínea independiente) en Emden. Fue reorganizada y renombrada como DLT Luftverkehrsgesellschaft mbH el 1 de octubre de 1974 y comenzó a operar bajo código Lufthansa en 1978 operando rutas internacionales de corto radio. En 1988 todas las operaciones, se efectuaban ya bajo código de Lufthansa. En marzo de 1992 DLT se convirtió en filial de Lufthansa y cambió su nombre por el de Lufthansa CityLine. Disponía de 2236 empleados (a diciembre de 2017).

## Destinos
A diciembre de 2017, Lufthansa CityLine operaba los siguientes servicios:
- Destinos Continentales:
  - Ancona, Ámsterdam, Bari, Basilea, Belgrado, Berlín, Billund, Birmingham, Bolonia, Breslavia, Bremen, Bruselas, Burdeos, Budapest, Bydgoszcz, Cluj, Colonia, Copenhague, Cracovia, Danzig, Debrecen, Dresde, Düsseldorf, Estocolmo, Fráncfort del Meno, Friedrichshafen, Génova, Ginebra, Gotemburgo, Graz, Hamburgo, Hanóver, Katowice, Leipzig/Halle, Linz, Leópolis, Lodz, Londres, Luxemburgo, Lyon, Marsella, Milán, Minsk, Múnich, Münster, Nantes, Nápoles, Niza, Núremberg, Paderborn, París, Palermo, Poznan, Pisa, Praga, Rzeszow, Sarajevo, Sibiu, Sofía, Stuttgart, Timisoara, Tirana, Toulouse, Trieste, Zagreb y Zúrich.
- Destinos Intercontinentales: 
  - Cancún, Chennai y Mauritius

## Flota

### Flota Actual

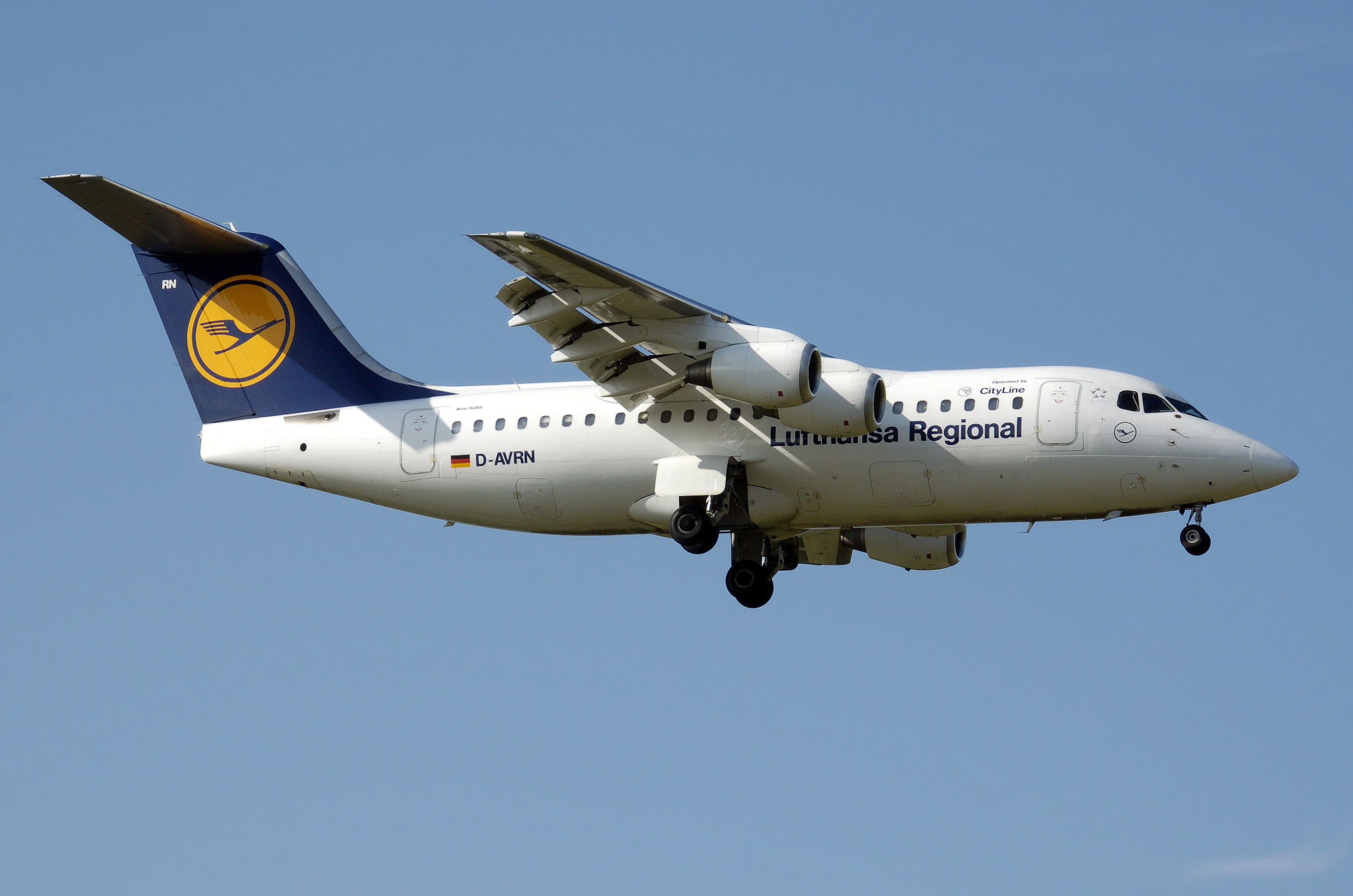
Lufthansa Regional CityLine Avro RJ85 aterrizando.

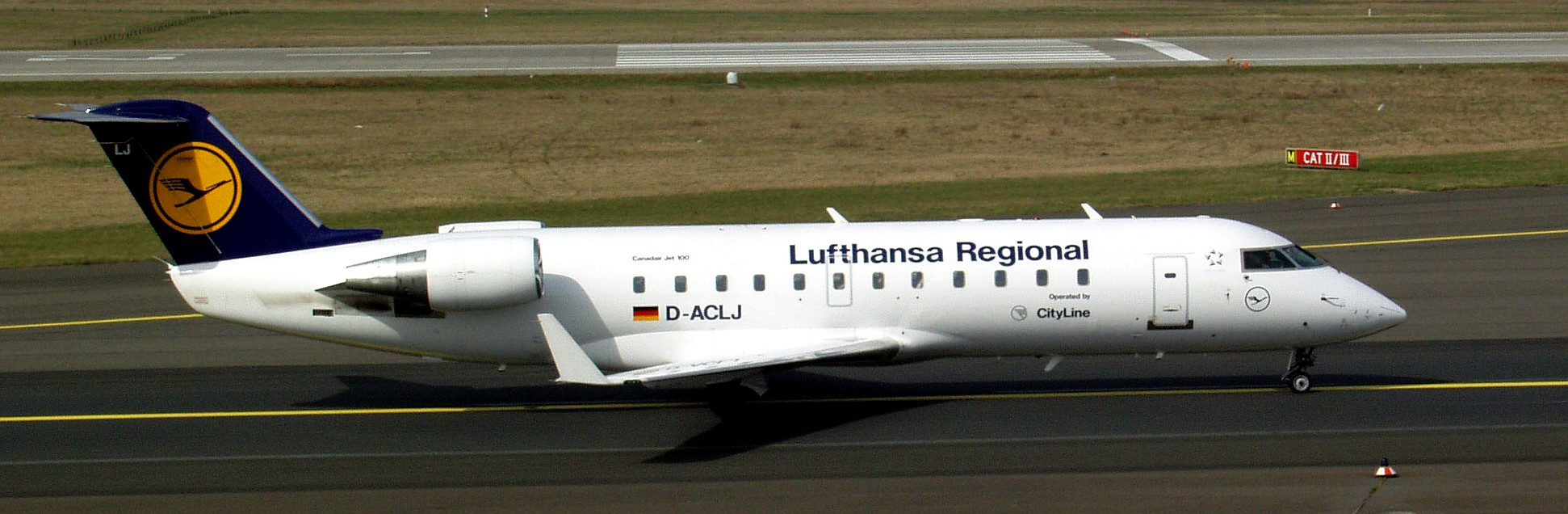
CRJ-100.

La flota de Lufthansa CityLine incluye los siguientes aviones (a agosto de 2023):
| Airbus A319-114      | 11 | 1 |  |  |  |  |
| Airbus A320-271N     | 4  | 2 |  |  |  |  |
| Airbus A321-211P2F   | 3  | 1 |  |  |  |  |
| Bombardier CRJ-900LR | 28 | 0 |  |  |  |  |
| Embraer E-190LR      | 7  | 0 |  |  |  |  |
| Total                | 53 | 4 |  |  |  |  |

La media de edad de Lufthansa CityLine es de 15 años en agosto de 2023.
Se firmó una ampliación del tiempo de leasing de 13 de los Avro RJ85, lo que implica que se mantendrán en servicio con la aerolínea, hasta bien entrada la próxima década.
Lufthansa ejecutó un pedido el 17 de abril de 2007 por 30 Embraer E-190 y 15 Bombardier CRJ-900 que serán utilizados para reemplazar su Flota de aviones tipo BAE 146 y Avro RJ, de los cuales 18 son operados por Lufthansa CityLine y 24 por Swiss International Air Lines. Se espera que todos los Embraer E-190 vuelen con Swiss.
El 2 de noviembre de 2008, Lufthansa Cityline anunció que reduciría su flota de Bombardier CRJ200 en cerca de un 60% hasta el comienzo de 2009. La razón esgrimida para ello, fue el aviones de 50 asientos son cada vez menos rentable para operar. Un portavoz de Lufthansa dice que la compañía eliminará 14 CRJ200s, una reducción de la flota global CityLine del 20%.
.